# José de la Cruz Villamil
José de la Cruz Villamil Solís (1786 - ?) fue un político novohispano y después de la independencia de México, mexicano. Nacido en Mérida, Yucatán y muerto posiblemente también en Mérida.  Fue gobernador provisional de Yucatán en 1835 esperando la llegada del gobernador interino Francisco de Paula Toro, cuñado de Antonio López de Santa Anna, quien era comandante general de las tropas federales y se encontraba en San Francisco de Campeche.

## Datos históricos
Fue nombrado gobernador provisional de Yucatán momentáneamente para permitir la llegada del gobernador interino Francisco de Paula Toro, militar de Nueva Granada, cuñado de Antonio López de Santa Anna, a quien el Congreso de Yucatán había logrado imponer en la gubernatura en sustitución de Pedro Sainz de Baranda y Borreiro. El nombramiento de Villamil fue parte del mismo decreto expedido por el Congreso de Yucatán en el que se nombraba a Toro gobernador interino. Los centralistas retomaron el poder en Yucatán.
El gobernador Villamil promulgó el 1 de septiembre de 1835, un decreto en el que se pedía que el Congreso de México se declarara constituyente y que la forma del gobierno mexicano fuese representativo y central, y que además, se reconociera como "supremo jefe de la nación mexicana" a López de Santa Anna. Esta fue una de las bases sobre la que se erigió un poco más tarde, en diciembre del propio año, la república central en México.